# Középvisó
Középvisó (Vișeu de Mijloc), település Romániában, a Partiumban, Máramaros megyében.

## Fekvése
Felsővisó közelében fekvő település.

## Története
Középvisó (Vișeu de Mijloc) 1980-ban és 1941-ben Felsővisó része volt.
1956-ban a várost alkotó település volt.
1880-ban 1137 lakosa volt, melyből 854 román, 4 magyar, 227 német és 2 ukrán volt.
1910-ben 1895 lakosából 1393 román, 11 magyar, 491 német volt.
A 2002-es népszámláláskor 1001 lakosából 1000 román, 1 német volt.

## Közlekedés
A települést érinti az üzemen kívüli Alsóvisó–Borsa-vasútvonal.

## Hivatkozások

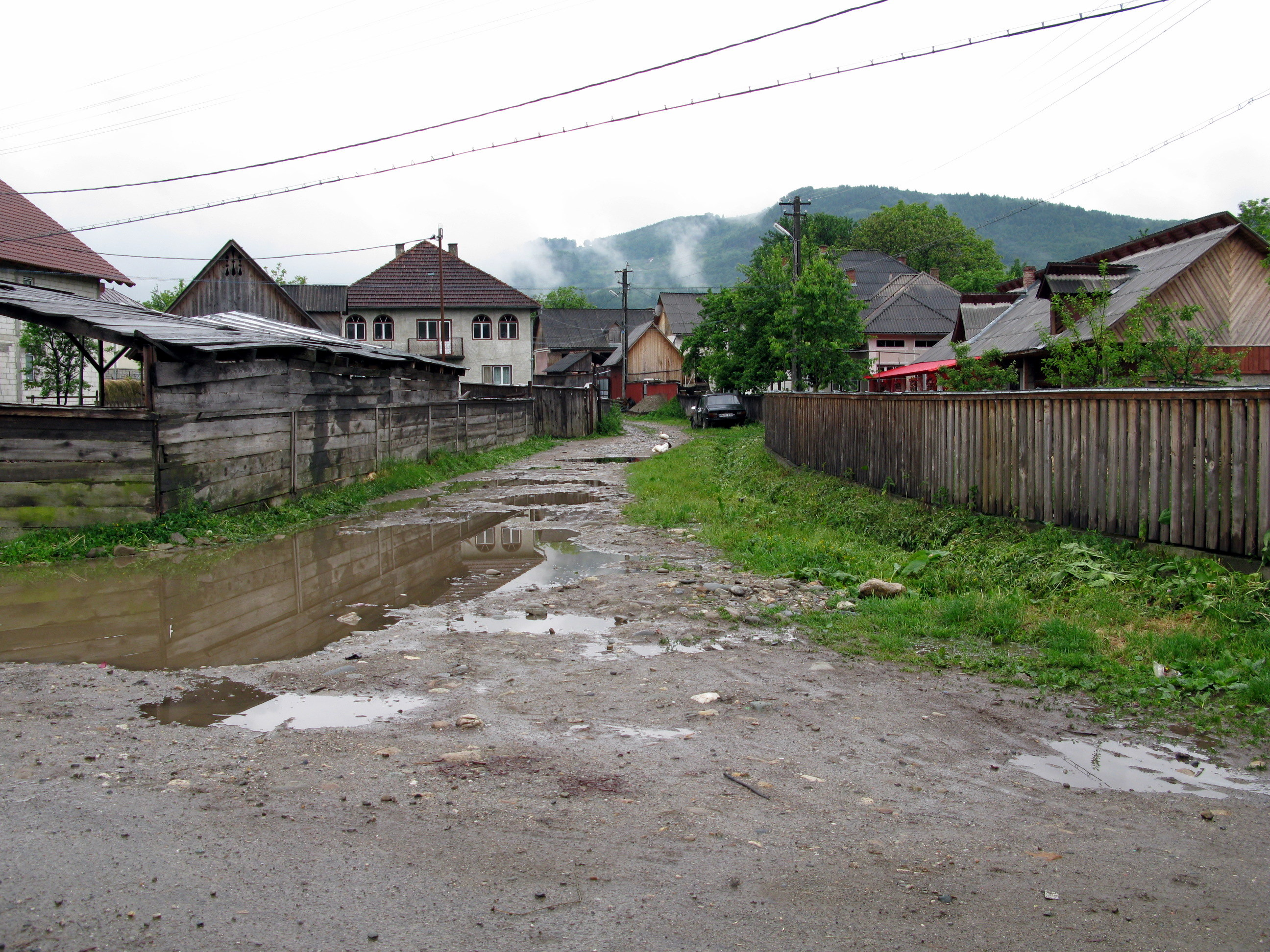
Középvisó egy részlete

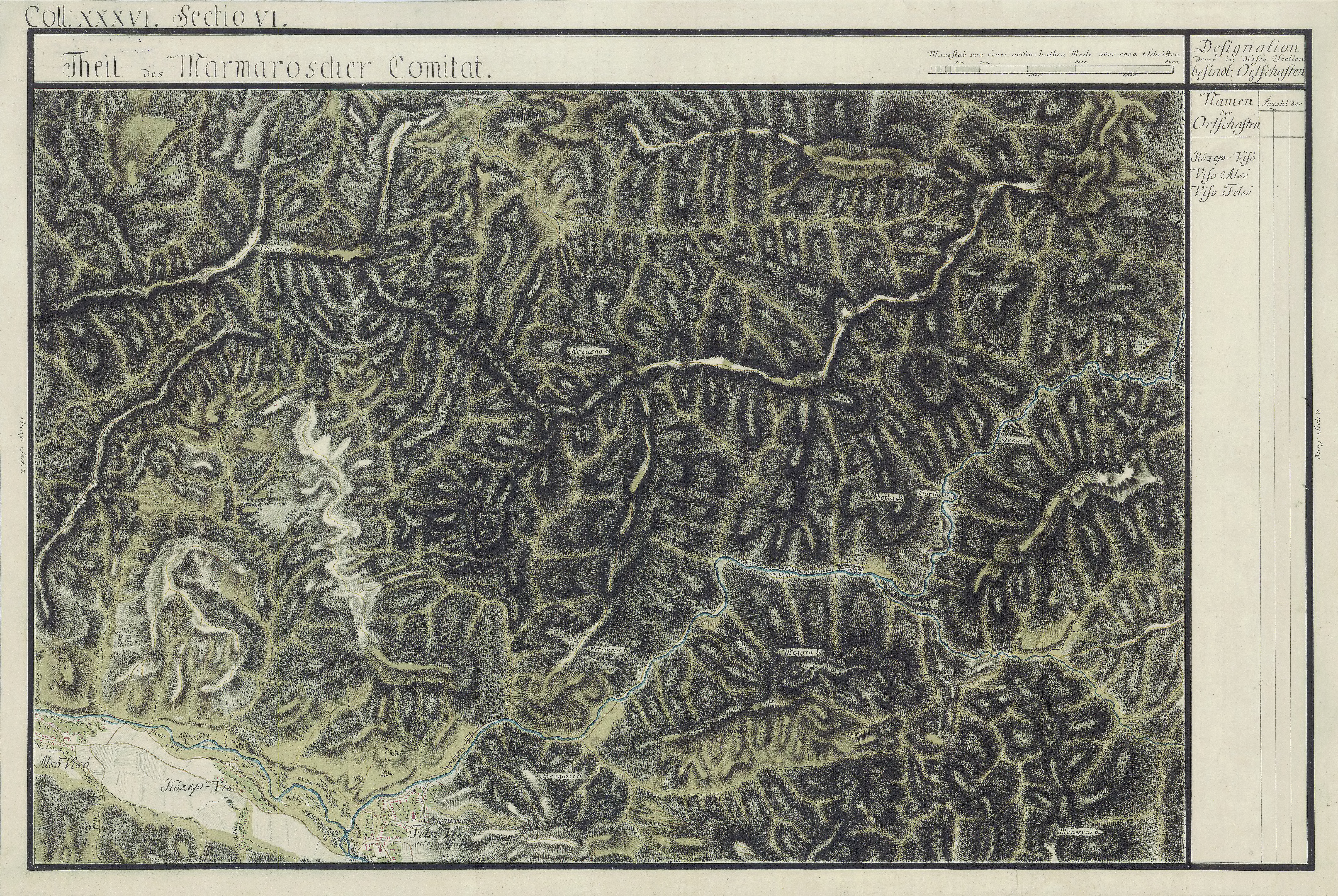
Középvisó egy régi térképen